# Kostel svatého Vojtěcha (Jílové u Prahy)
Kostel svatého Vojtěcha v Jílovém u Prahy je římskokatolický farní kostel, nejstarší dochovaná památka v Jílovém u Prahy a hlavní kostel jílovské farnosti. Původem gotická stavba na základech z poloviny 13. století byla v průběhu 17. a 18. století zbarokizovaná, a má cenné vnitřní vybavení. Je chráněn jako kulturní památka.

## Dějiny
Kostel byl postaven v polovině 13. století, když bylo Jílové kolonizováno. Za první písemnou zmínku je považováno uvedení jílovské fary v registru papežských desátků k roku 1352.
Původně byl zasvěcen sv. Mikuláši z Myry. K přesvěcení došlo teprve po roce 1623. Tehdy přišli do Jílového františkáni s úkolem rekatolizace. Z jejich zrušené Loretánské kaple se dochovala černá madona na postranním oltáři.

## Architektura

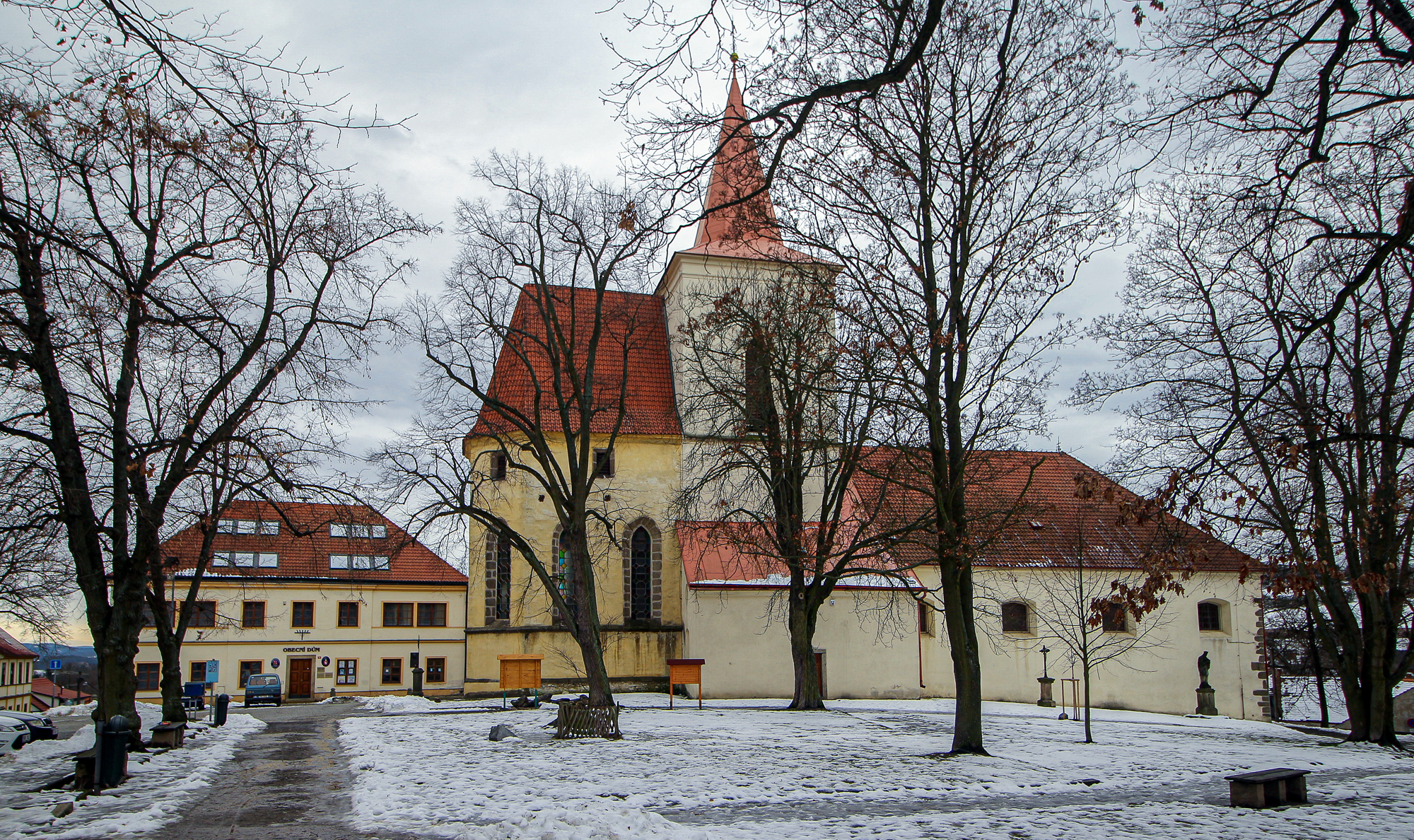
Pohled od severu

Chrám je jednolodní kamenná stavba s tříosminovým presbytářem, prodlouženým o gotickou kapli sv. Anny v podvěží hranolové věže, vsazené mezi závěr a loď. Závěr je sklenut raně gotickou žebrovou klenbou s žebry dlátkového průřezu a s příporami; lomená gotická okna mají původní ostění, v presbytáři se dochovalo gotické sedile. Tribuna na severní straně chrámu pochází z renesanční utrakvistické etapy chrámu a byla upravena za barokní přestavby v roce 1699. Loď kostela byla přestavěna po požárech v době barokní, na přelomu 17. a 18. století a v roce 1857. Z raně barokní doby pochází kruchta s varhanní skříní, na jejím schodišti je vytesán letopočet 1699.

## Interiér
- Hlavní oltář má z větší části dochovanou pozdně gotickou archu z poslední čtvrtiny 15. století, adjustovanou do neogotického rámu z konce 19. století. Byla sem přenesena ze zrušeného kostela v Praze Na Zderaze. Skládá se ze čtyř oboustranně malovaných desek s výjevy z Kristova života, vidět je jen přední strana desek s motivy Zvěstování, Klanění pastýřů, Klanění Tří králů a Obřízky Páně. Na predele jsou dva pásy s vyobrazením polofigur světců, v horním pásu to je 12 apoštolů a ve spodním 12 polofigur světic, pravděpodobně svatých panen ze společnosti sv. Voršily, z nichž byly namísto dvou poškozených přimalovány dvě řeholnice a v nástavci malba sv. Václava ve zbroji. Ve střední nice je vložena zlacená dřevěná barokní socha sv. Vojtěcha s biskupskými insigniemi a veslem (atributem jeho umučení). nahradila původní sochu Krista, přenesenou do sbírek Národní galerie v Praze. Po stranách niky je vymalována dvojice andělů strážných.
- Barokní dřevěné sochy sv. Petra a Pavla stojí na soklech po stranách od hlavního oltáře.
- Ve stěnách presbytáře jsou vsazeny dvě kamenné nápisové desky, podle latinského textu to jsou zakládací desky oltářů.
- Raně barokní oltářní obraz sv. Prokopa v biskupském oděvu a s ďáblem na řetěze představuje tzv. Pravou podobu světce (Vera effigies) a visí v presbytáři.
- Oltář sv. Floriána s raně barokním obrazem světce v římské zbroji stojí na severní straně lodi.
- Oltář sv. Anežky České s obrazem světice s ovečkou, českým znakem a knížecími insigniemi, namalovaný roku 1887, visí rovněž na severní straně lodi.
- Oltář sv. Jana Nepomuckého v jižní části lodi má vrcholně barokní šerosvitnou malbu sv. Jana Nepomuckého jako almužníka, rozdávajícího z misky mince. Byl namalován v okruhu Petra Brandla, ne-li přímo tímto malířem, který v Jílovém zakoupil díl zlatého dolu a neúspěšným podnikáním se značně zadlužil.
- Oltář Panny Marie ze 17. století, v zaskleném výklenku soška Loretánské černé madony s ježíškem, přenesené sem po zrušení Lorety roku 1785.
- Oltář Svaté rodiny
- Oltář Nejsvětější Trojice s barokním obrazem visí na jižní stěně lodi.
- Cínová křtitelnice je renesanční, datovaná letopočtem 1542.
- Barokní pieta z 18. století
- Chrámové lavice byly pořízeny roku 1895.
- Elektrifikace kostela byla provedena teprve roku 1940.

## Kostel ve filmu
- Natáčelo se zde několik scén filmu Amadeus.